# Élections sénatoriales de 2017 dans la Haute-Marne
Les élections sénatoriales dans la Haute-Marne ont lieu le dimanche 24 septembre 2017. Elles ont pour but d'élire les sénateurs représentant le département au Sénat pour un mandat de six années.

## Contexte départemental
Lors des élections sénatoriales de 2011 dans la Haute-Marne, deux sénateurs UMP ont été élus : Charles Guené et Bruno Sido.
Depuis, tous les effectifs du collège électoral des grands électeurs ont été renouvelés, avec les élections législatives de 2017, les élections régionales de 2015, les élections départementales de 2015 et les élections municipales de 2014.

## Sénateurs sortants
| Sénateur | Sénateur      | Parti | Fonctions lors de l'élection en 2011                 |
| -------- | ------------- | ----- | ---------------------------------------------------- |
|          | Charles Guené | LR    | Sénateur sortant, maire de Vaux-sous-Aubigny         |
|          | Bruno Sido    | LR    | Sénateur sortant, président du conseil départemental |

## Présentation des candidats et des suppléants
Les nouveaux représentants sont élus pour une législature de 6 ans au suffrage universel indirect par les 815 grands électeurs du département. Dans la Haute-Marne, les sénateurs sont élus au scrutin majoritaire à deux tours. Leur nombre reste inchangé, deux sénateurs sont à élire. Il y aura plusieurs candidats dans le département, chacun avec un suppléant.
| T/S | Candidats | Candidats          | Parti | Principale fonction                                  |
| --- | --------- | ------------------ | ----- | ---------------------------------------------------- |
| T   |           | Nicole Samour      | PS    | Conseillère municipale de Saint-Dizier               |
| S   |           | François Barret    | PS    |                                                      |
| T   |           | Nicolas Fuertes    | PS    | Conseiller départemental                             |
| S   |           | Rosita Girardot    | PS    |                                                      |
| T   |           | Roland Daverdon    | PS    | Maire de Sainte-Livière                              |
| S   |           | Chantal Davigot    | PS    |                                                      |
| T   |           | Christel Mathieu   | DVG   | Maire de Wassy                                       |
| S   |           | Estelle Landreat   | DVG   |                                                      |
| T   |           | Bertrand Ollivier  | LREM  | Conseiller départemental, maire de Joinville         |
| S   |           | Astrid Huguenin    | LREM  |                                                      |
| T   |           | Jean-Marc Fèvre    | DVD   |                                                      |
| S   |           | Angélique Aignelot | DVD   | Maire de Savigny                                     |
| T   |           | Bruno Sido         | LR    | Sénateur sortant, président du conseil départemental |
| S   |           | Yvette Rossigneux  | LR    | Conseillère départementale, maire de Giey-sur-Aujon  |
| T   |           | Charles Guené      | LR    | Sénateur sortant, maire de Vaux-sous-Aubigny         |
| S   |           | Anne Leduc         | DVD   | Conseillère départementale                           |
| T   |           | André Dufour       | DLF   | Conseiller municipal de Hâcourt                      |
| S   |           | Murielle Coindet   | DLF   |                                                      |
| T   |           | Julien Volot       | FN    | Maire de Signéville                                  |
| S   |           | Fabienne Cudel     | FN    | Conseillère régionale                                |

## Résultats
| Candidats                | Candidats                | Parti                    | Nuance                   | Premier tour | Premier tour | Second tour | Second tour |
| Candidats                | Candidats                | Parti                    | Nuance                   | Voix         | %            | Voix        | %           |
| ------------------------ | ------------------------ | ------------------------ | ------------------------ | ------------ | ------------ | ----------- | ----------- |
|                          | Charles Guené            | LR                       | LR                       | 460          | 58,67        |             |             |
| Bruno Sido               | LR                       | LR                       | 341                      | 43,49        | 415          | 56,54       |             |
|                          | Bertrand Ollivier        | LREM                     | REM                      | 160          | 20,41        | 237         | 32,29       |
|                          | Nicolas Fuertes          | PS                       | DVG                      | 153          | 19,52        | Retrait     | Retrait     |
|                          | Jean-Marc Fèvre          | SE                       | DVD                      | 103          | 13,14        | Retrait     | Retrait     |
|                          | Julien Volot             | FN                       | FN                       | 54           | 6,89         | 48          | 6,54        |
|                          | Nicole Samour            | PS                       | SOC                      | 44           | 5,61         | 34          | 4,63        |
| Roland Daverdon          | PS                       | SOC                      | 41                       | 5,23         | Retrait      | Retrait     |             |
|                          | Christel Mathieu         | SE                       | DIV                      | 26           | Retrait      | Retrait     | 3,32        |
|                          | André Dufour             | DLF                      | DVD                      | 19           | Retrait      | Retrait     | 2,42        |
|                          |                          |                          |                          |              |              |             |             |
| Suffrages exprimés       | Suffrages exprimés       | Suffrages exprimés       | Suffrages exprimés       | 784          | 97,76        | 734         | 91,52       |
| Votes blancs             | Votes blancs             | Votes blancs             | Votes blancs             | 10           | 1,25         | 38          | 4,74        |
| Votes nuls               | Votes nuls               | Votes nuls               | Votes nuls               | 8            | 1,00         | 30          | 3,74        |
| Total                    | Total                    | Total                    | Total                    | 802          | 100          | 802         | 100         |
| Abstention               | Abstention               | Abstention               | Abstention               | 8            | 0,99         | 8           | 0,99        |
| Inscrits / participation | Inscrits / participation | Inscrits / participation | Inscrits / participation | 810          | 99,01        | 810         | 99,01       |